# Майхилл, Боаз
Глен О́ливер «Бо́аз» Ма́йхилл (англ. Glyn Oliver «Boaz» Myhill; родился 9 ноября 1982 года в Модесто (Калифорния) — валлийский футболист, вратарь.

## Биография
Майхилл родился в США в семье американского отца и уэльской матери из Лланголлена, но уже в возрасте года он, вместе с родителями уехал жить в Великобританию в Освестри. В возрасте 12 лет Майхилл пошёл в футбольную школу клуба «Астон Вилла», в 19 он был отдан в аренду на месяц в клуб «Сток Сити», где был в роли второго вратаря, на замену Нейлу Катлеру. После периода в «Сток Сити» Майхилл был отдан в аренду в клуб «Бристоль Сити», где все 18 матчей просидел на скамейке запасных. В ноябре 2002 года Майхилл был отдан в аренду в клуб «Брэдфорд Сити», там он сыграл свой первый в жизни матч за первую команду и пропустил пять мячей от «Шеффилд Юнайтед». После «Бристоля» Майхилл играл три месяца в аренде в клубе «Маклсфилд Таун», где был уже игроком основы, а затем в «Стокпорт Каунти» в конце 2003 года.
13 декабря 2003 года Майхилл перешёл в клуб «Халл Сити» на зарплату 50 000 фунтов в неделю, в клубе Майхилл быстро стал первым стражем ворот, за два первых сезона в команде пропустив лишь 2 игры, а в 2006 его даже назвали лучшем игроком клуба в сезоне, после чего он переподписал в августе 2007 года контракт до июня 2008 года на лучших условиях. Боаз стал одним из 4-х игроков, с которыми клуб поднимался, выйдя из 4-го английского дивизиона (Доусон, Франс, Эшби).
На международном уровне Майхилл играл за молодежную и юношескую команду Англии, но когда появился выбор первой сборной, то Майхилл решил играть за Уэльс, хотя его настойчиво звала сборная США. 26 марта 2008 года Майхилл дебютировал в сборной Уэльса в матче с Люксембургом.